# Рудавка (Сокульський повіт)
Рудавка (пол. Rudawka) — село в Польщі, у гміні Янув Сокульського повіту Підляського воєводства.
Населення — 128 осіб (2011).
У 1975-1998 роках село належало до Білостоцького воєводства.

## Демографія
Демографічна структура станом на 31 березня 2011 року:
|          | Загалом | Допрацездатний вік | Працездатний вік | Постпрацездатний вік |
| -------- | ------- | ------------------ | ---------------- | -------------------- |
| Чоловіки | 59      | 11                 | 37               | 11                   |
| Жінки    | 69      | 15                 | 39               | 15                   |
| Разом    | 128     | 26                 | 76               | 26                   |